# Mikhail Semenovich Tswett
Mikhail Semyonovich Tsvet, Tsvett, Tswett, Tswet, Zwet ou Cvet ,  em russo  ‘’’Михаил Семенович Цвет’’’ (1872 - 1919)  foi um botânico russo que inventou a cromatografia por adsorção.
Foi durante estudos sobre a clorofila das plantas que utilizou a cromatografia.